# Rebecca Ferguson
Rebecca Louisa Ferguson Sundström (sinh ngày 19 tháng 10 năm 1983), được biết đến với nghệ danh Rebecca Ferguson, là một nữ diễn viên Thụy Điển. Cô bắt đầu sự nghiệp diễn xuất với vai diễn Anna Gripenhielm trong loạt phim soap opera Nya tider (1999-2000) và sau đó góp mặt trong bộ phim thể loại chặt chém -  Drowning Ghost (2004). Cô bắt đầu nổi tiếng khi đóng vai hoàng hậu Elizabeth Woodville trong bộ phim truyền hình của Anh - The White Queen (2013), đem lại cho cô một đề cử Quả cầu vàng cho Nữ diễn viên chính xuất sắc nhất – Miniseries và phim truyền hình.
Rebecca thủ vai điệp viên MI6 Ilsa Faust, đóng chính cùng Tom Cruise trong ba phần phim Nhiệm vụ bất khả thi: Quốc gia bí ẩn (2015), Sụp đổ (2018), và Nghiệp báo Phần Một (2023). Nhiều vai diễn nổi bật khác của cô gồm Jenny Lind trong Bậc thầy của những ước mơ (2017), tiến sĩ Miranda North trong Mầm sống hiểm họa (2017), Rose the Hat trong Doctor Sleep: Ký ức kinh hoàng (2019), cùng các vai phụ trong Florence Foster Jenkins (2016), Cô gái trên tàu (2016) và Đặc vụ áo đen: Sứ mệnh toàn cầu (2019). Ngoài ra, cô cũng góp mặt trong bom tấn Dune: Hành tinh cát (2021) và Dune: Hành tinh cát – Phần Hai (2024).
Cô đóng vai chính, và đồng sản xuất loạt phim truyền hình khoa học viễn tưởng của Apple TV+ – Silo (2023-), chuyển thể từ loạt tiểu thuyết cùng tên của Hugh Howey.

## Thời niên thiếu
Rebecca được sinh ra ở Stockholm và lớn lên tại quận Vasastan ở trung tâm thành phố. Mẹ cô, Rosemary Ferguson, là người Anh, di chuyển từ Anh tới Thuỵ Điển vào năm 25 tuổi. Bà đã giúp dịch lời các bài hát trong album Waterloo (1974) của ABBA, và được xuất hiện trên bìa album cùng tên của ban nhạc vào năm 1975. Cha cô, Olov Sundström, là một doanh nhân Thuỵ Điển. Rebecca lấy họ của mẹ - Ferguson, làm nghệ danh. Cô có bà ngoại là người Bắc Ireland, còn ông ngoại là người Scotland.
Rebecca học tại một trường sử dụng tiếng Anh ở Thuỵ Điển, được dạy song ngữ, nên có thể nói cả tiếng Thuỵ Điển và tiếng Anh. Cô sau đó học tại Nhạc viện Adolf Fredrik ở Stockholm và tốt nghiệp năm 1999.
Sau khi lên 13 tuổi, cô bắt đầu làm người mẫu, xuất hiện trên nhiều tạp chí và đóng quảng cáo cho các sản phẩm thời trang, làm đẹp và trang sức. Rebecca đã biết nhảy từ ngày bé: cô có thể múa ballet, nhảy tap dance, jazz, funk đường phố và tango. Cô quản lý và dạy ở một lớp học nhảy tango kiểu Argentina tại một studio ở Lund, Thuỵ Điển trong vài năm, trong khi cùng lúc tham gia vào nhiều dự án phim nghệ thuật ngắn. Do dự với lựa chọn nghề diễn, Rebecca đã đi làm nhiều công việc khác nhau: làm ở một trung tâm chăm sóc trẻ em, làm trông trẻ, bán hàng ở cửa hàng trang sức, cửa hiệu giày, và phục vụ bàn ở một nhà hàng Hàn Quốc.

## Sự nghiệp
Rebecca dần được biết tới sau vai cô gái thượng lưu Anna Gripenhielm trong loạt phim truyền hình soap opera của Thuỵ Điển - Nya tider (1999-2000). Cô sau đó chuyển tới Mỹ sinh sống một năm khi nhận lời đóng vai Chrissy Eriksson trong bộ phim truyền hình soap Ocean Ave. (2002). Năm 2004, cô tham gia vào bộ phim điện ảnh đầu tiên - Drowning Ghost của Mikael Håfström.
Năm 2011, đạo diễn người Thuỵ Điển Richard Hobert đã nhận ra cô tại một khu chợ trời ở thị trấn Simrishamn, và tuyển cô vào bộ phim của ông - A One-way Trip to Antibes.  Nhờ đây mà cô tìm được người đại diện cho mình ở London. Với vai diễn Maria trong phim, cô đã nhận được đề cử cho hạng mục Ngôi sao đang lên tại Liên hoan phim quốc tế Stockholm. Năm 2013, cô đóng chính trong phim VI cùng Gustaf Skarsgård.
Tháng 8 năm 2012, Rebecca được công bố thủ vai Elizabeth Woodville trong loạt phim truyền hình chính kịch-lịch sử dài mười tập của BBC - The White Queen (2013), dựa trên loạt tiểu thuyết The Cousins' War của Philippa Gregory, kể về những người phụ nữ trong Chiến tranh Hoa Hồng. Diễn xuất của Rebecca trong The White Queen được giới chuyên môn đánh giá cao, đem về cho cô đề cử Quả cầu vàng đầu tiên ở hạng mục Nữ diễn viên chính xuất sắc nhất – Miniseries và phim truyền hình.
Năm 2015, Rebecca thủ vai điệp viên MI6 Ilsa Faust trong phần phim Nhiệm vụ: Bất khả thi thứ năm - Nhiệm vụ: Bất khả thi – Quốc gia bí ẩn và nhận được sự tán dương của giới phê bình. Tom Cruise đã chính tay chọn Rebecca đóng chính cùng anh, sau khi xem The White Queen và nhận thấy cô có nét giống với Ingrid Bergman. Cô tiếp tục đảm nhận nhân vật trong bộ phim Nhiệm vụ: Bất khả thi thứ sáu - Nhiệm vụ: Bất khả thi – Sụp đổ, công chiếu năm 2018 - là thành công về mặt thương mại lớn nhất của cô, khi thu về hơn 791 triệu USD ở phòng vé quốc tế. Cô tiếp tục tham gia vào phần phim thứ bảy - Nhiệm vụ: Bất khả thi – Nghiệp báo Phần Một, ra mắt năm 2023.
Năm 2016, cô đóng cả hai vai Katya và Lauren trong bộ phim giật gân gián điệp về Chiến tranh Lạnh - Despite the Falling Snow, đạo diễn bởi Shamim Sarif. Cô đã thắng giải Nữ diễn viên xuất sắc nhất tại Liên hoan phim độc lập Prague 2016 cho vai diễn này. Cùng năm đó, Rebecca diễn cùng Meryl Streep trong Florence Foster Jenkins của Stephen Frears, và tham gia vào bộ phim chuyển thể từ cuốn sách giật gân của Tate Taylor - Cô gái trên tàu.
Năm 2017, Rebecca thủ vai nữ chính trong bộ phim khoa học viễn tưởng-kinh dị của Daniel Espinosa - Mầm sống hiểm hoạ, cùng với Jake Gyllenhaal và Ryan Reynolds. Cô đóng cùng Michael Fassbender và Charlotte Gainsbourg trong phim tội phạm The Snowman của Tomas Alfredson, và hoá thân thành ca sĩ opera người Thuỵ Điển Jenny Lind trong Bậc thầy của những ước mơ, cùng Hugh Jackman và Michelle Williams.
Năm 2019, Rebecca có nhiều vai diễn trong các bộ phim lớn. Cô đồng vai chính trong Doctor Sleep: Ký ức kinh hoàng, chuyển thể từ tiểu thuyết cùng tên của Stephen King; đóng vai phản diện Morgana in The Kid Who Would Be King của Joe Cornish; và vai Riza Stavros trong phim hài-khoa học viễn tưởng Đặc vụ áo đen: Sứ mệnh toàn cầu của F. Gary Gray.
Năm 2021, cô đóng cặp cùng Hugh Jackman với vai nữ chính Mae trong tác phẩm khoa học viễn tưởng-giật gân Hồi sinh ký ức của Lisa Joy. Cô cũng thủ vai Lệnh bà Jessica trong bom tấn Dune: Hành tinh cát của Denis Villeneuve, chuyển thể từ tiểu thuyết khoa học viễn tưởng cùng tên của Frank Herbert. Cô tiếp tục trở lại với vai diễn trong phần phim tiếp theo - Dune: Hành tinh cát – Phần hai, công chiếu vào tháng 3 năm 2024.
Năm 2023, Rebecca thủ vai chính và là đồng giám đốc sản xuất trong loạt phim khoa học viễn tưởng chuyển thể của Apple TV+ - Silo. Mùa hai của phim đã hoàn tất quá trình ghi hình, ra mắt vào ngày 15 tháng 11 năm 2024.
Năm 2024, Rebecca tham gia vào hai dự án lớn của Netflix với vai chính, bao gồm phiên bản điện ảnh của Peaky Blinders, và bộ phim mới của đạo diễn từng thắng giải Oscar - Kathryn Bigelow. Cùng năm, cô cũng nhận lời tham gia vào dự án phim khoa học viễn tưởng - giật gân mới của MGM là 'Mercy', đóng cặp cùng Chris Pratt, vàà bộ phim chuyển thể từ tiểu thuyết dành cho trẻ em của Enid Blyton - The Magic Faraway Tree, cùng với Andrew Garfield và Claire Foy.

## Đời tư
Năm 2007, Rebecca sinh con đầu lòng với bạn trai cũ là Ludwig Hallberg, một nhà trị liệu tâm lý tổng hợp. Sau thành công của loạt phim soap opera và sự ra đời của con trai, cô cùng Hallberg chuyển tới thị trấn Simrishamn, nằm ở ven biển đông nam của Thuỵ Điển. Năm 2012, Rebecca và Hallberg cùng dạy nhảy tango tại Österlen. Hai người chia tay nhau vào tháng 4 năm 2015.
Từ năm 2016, Rebecca bắt đầu xây dựng mối quan hệ với nam doanh nhân Rory St. Clair Gainer, và có thêm một bé gái với anh vào tháng 5 năm 2018. Rebecca và Gainer chính thức cưới nhau vào đầu năm đó. Họ có một căn nhà ở Richmond, tây nam London, nằm gần với các studio và hãng phim ở Pinewood và Shepperton.

## Danh sách phim tham gia
| dagger | Phim chưa ra mắt. |

| Năm         | Phim                                   | Vai                  | Chú thích     | N.     |
| ----------- | -------------------------------------- | -------------------- | ------------- | ------ |
| 2004        | Drowning Ghost                         | Amanda               |               | [ 55 ] |
| 2010        | Lennart                                | Nhân viên điều dưỡng | Phim ngắn     | [ 56 ] |
| 2010        | Puls                                   | Linda                | Phim ngắn     | [ 17 ] |
| 2011        | Irresistible                           | Người phụ nữ         | Phim ngắn     | [ 17 ] |
| 2011        | A One-Way Trip to Antibes              | Maria                |               | [ 57 ] |
| 2013        | VI                                     | Linda                |               | [ 17 ] |
| 2014        | Hercules                               | Ergenia              |               | [ 58 ] |
| 2015        | Nhiệm vụ: Bất khả thi – Quốc gia bí ẩn | Ilsa Faust           |               | [ 26 ] |
| 2016        | Despite the Falling Snow               | Katya / Lauren       |               | [ 59 ] |
| 2016        | Florence Foster Jenkins                | Kathleen Weatherley  |               | [ 60 ] |
| 2016        | Cô gái trên tàu                        | Anna Watson          |               | [ 61 ] |
| 2017        | Bậc thầy của những ước mơ              | Jenny Lind           |               | [ 62 ] |
| 2017        | Mầm sống hiểm hoạ                      | Miranda North        |               | [ 63 ] |
| 2017        | The Snowman                            | Katrine Bratt        |               | [ 64 ] |
| 2018        | Little Match Girl                      | Mother               | Phim ngắn     | [ 65 ] |
| 2018        | Nhiệm vụ: Bất khả thi – Sụp đổ         | Ilsa Faust           |               | [ 66 ] |
| 2019        | Doctor Sleep: Ký ức kinh hoàng         | Rose the Hat         |               | [ 67 ] |
| 2019        | The Kid Who Would Be King              | Morgana              |               | [ 39 ] |
| 2019        | Đặc vụ áo đen: Sứ mệnh toàn cầu        | Riza Stavros         |               | [ 40 ] |
| 2020        | Cold Night                             | Jenny Sorensen       | Quay năm 2008 | [ 68 ] |
| 2021        | Hồi sinh ký ức                         | Mae                  |               | [ 41 ] |
| 2021        | Dune: Hành tinh cát                    | Lệnh bà Jessica      |               | [ 42 ] |
| 2023        | Nhiệm vụ: Bất khả thi – Nghiệp báo     | Ilsa Faust           |               | [ 30 ] |
| 2024        | Dune: Hành tinh cát – Phần hai         | Lệnh bà Jessica      |               | [ 43 ] |
| 2025        | Mercy                                  | Chưa công bố         | dagger        | [ 69 ] |
| Chưa ra mắt | The Magic Faraway Tree                 | Dame Snap            | dagger        | [ 49 ] |
| Chưa ra mắt | Peaky Blinders: Bản điện ảnh           | Chưa công bố         | dagger        | [ 47 ] |
| Chưa ra mắt | Phim mới của Kathryn Bigelow           | Chưa công bố         | dagger        | [ 48 ] |

| Năm           | Phim                      | Vai                 | Chú thích                             | N.     |
| ------------- | ------------------------- | ------------------- | ------------------------------------- | ------ |
| 1999–2000     | Nya tider                 | Anna Gripenhielm    | 54 tập                                | [ 17 ] |
| 2002          | Ocean Ave.                | Chrissy Eriksson    | Tập: "#1.5"                           |        |
| 2008          | Wallander                 | Louise Fredman      | Tập: "Sidetracked"                    | [ 70 ] |
| 2013          | The Inspector and the Sea | Jasmine Larsson     | Tập: "Der Wolf im Schafspelz"         |        |
| 2013          | The White Queen           | Elizabeth Woodville | Vai chính (miniseries)                | [ 58 ] |
| 2013          | The Vatican               | Olivia Borghese     | Phim truyền hình                      | [ 58 ] |
| 2014          | The Red Tent              | Dinah               | Vai chính (miniseries)                | [ 71 ] |
| 2023–hiện tại | Silo                      | Juliette Nichols    | Vai chính; giám đốc sản xuất          | [ 72 ] |
| 2023          | Wild Scandinavia          | Dẫn chuyện          | Loạt phim thiên nhiên hoang dã ba tập | [ 73 ] |

## Giải thưởng và đề cử
| Năm  | Giải thưởng                          | Hạng mục                                                          | Phim được đề cử                        | Kết quả   | Nguồn  |
| ---- | ------------------------------------ | ----------------------------------------------------------------- | -------------------------------------- | --------- | ------ |
| 2011 | Liên hoan phim quốc tế Stockholm     | Ngôi sao đang lên                                                 | A One-way Trip to Antibes              | Đề cử     | [ 74 ] |
| 2013 | Liên hoan phim quốc tế Stockholm     | Ngôi sao đang lên                                                 | VI                                     | Đề cử     | [ 74 ] |
| 2014 | Quả cầu vàng                         | Nữ diễn viên chính xuất sắc nhất – Miniseries và phim truyền hình | The White Queen                        | Đề cử     | [ 24 ] |
| 2015 | Liên hoan phim quốc tế Hamptons      | Diễn viên đột phá                                                 | Nhiệm vụ: Bất khả thi – Quốc gia bí ẩn | Đoạt giải | [ 75 ] |
| 2016 | Liên hoan phim quốc tế Buffalo       | Nữ diễn viên chính xuất sắc nhất                                  | Despite the Falling Snow               | Đoạt giải | [ 76 ] |
| 2016 | Liên hoan phim độc lập California    | Nữ diễn viên xuất sắc nhất                                        | Despite the Falling Snow               | Đoạt giải | [ 77 ] |
| 2016 | Critics' Choice Awards               | Nữ diễn viên xuất sắc nhất trong phim hành động                   | Nhiệm vụ: Bất khả thi – Quốc gia bí ẩn | Đề cử     | [ 78 ] |
| 2016 | Empire Awards                        | Nữ diễn viên mới xuất sắc nhất                                    | Nhiệm vụ: Bất khả thi – Quốc gia bí ẩn | Đề cử     | [ 79 ] |
| 2016 | Online Film & Television Association | Màn trình diễn đột phá nhất: Nữ                                   | Nhiệm vụ: Bất khả thi – Quốc gia bí ẩn | Đề cử     | [ 80 ] |
| 2016 | Liên hoan phim độc lập Prague        | Nữ diễn viên xuất sắc nhất                                        | Despite the Falling Snow               | Đoạt giải | [ 81 ] |
| 2019 | Fright Meter Awards                  | Nữ diễn viên phụ xuất sắc nhất                                    | Doctor Sleep: Ký ức kinh hoàng         | Đoạt giải | [ 82 ] |
| 2019 | Seattle Film Critics Society         | Phản diện của năm                                                 | Doctor Sleep: Ký ức kinh hoàng         | Đề cử     | [ 83 ] |
| 2019 | Utah Film Critics Association        | Nữ diễn viên phụ xuất sắc nhất                                    | Doctor Sleep: Ký ức kinh hoàng         | Á quân    | [ 84 ] |
| 2019 | Women Film Critics Circle            | Nữ diễn viên xuất sắc nhất                                        | Doctor Sleep: Ký ức kinh hoàng         | Đề cử     | [ 85 ] |
| 2020 | Fangoria Chainsaw Awards             | Nữ diễn viên phụ xuất sắc nhất                                    | Doctor Sleep: Ký ức kinh hoàng         | Đoạt giải | [ 86 ] |
| 2021 | Giải Sao Thổ                         | Nữ diễn viên xuất sắc nhất                                        | Doctor Sleep: Ký ức kinh hoàng         | Đề cử     | [ 87 ] |
| 2021 | Sunset Circle Awards                 | Nữ diễn viên phụ xuất sắc nhất                                    | Dune: Hành tinh cát                    | Á quân    | [ 88 ] |
| 2021 | Hội Nhà báo điện ảnh Indiana         | Nữ diễn viên xuất sắc nhất                                        | Dune: Hành tinh cát                    | Đề cử     |        |
| 2022 | Liên hoan phim Göteborg              | Rồng Danh dự Bắc Âu                                               | —                                      | Đoạt giải | [ 89 ] |
| 2022 | Critics' Choice Super Awards         | Nữ diễn viên xuất sắc nhất trong phim khoa học viễn tưởng/kỳ ảo   | Dune: Hành tinh cát                    | Đoạt giải | [ 90 ] |
| 2024 | Giải Sao Thổ                         | Nữ diễn viên xuất sắc nhất trong loạt phim truyền hình            | Silo                                   | Đề cử     | [ 91 ] |